# Boesenbergia xiphostachya
Boesenbergia xiphostachya là một loài thực vật có hoa trong họ Gừng. Loài này được François Gagnepain mô tả khoa học đầu tiên năm 1906 dưới danh pháp Gastrochilus xiphostachyum. Năm 1930, Ludwig Eduard Theodor Loesener chuyển nó sang chi Boesenbergia.